# Висконти
Вискòнти (на италиански: Visconti) е едно от най-старите италиански благороднически семейства. То е засвидетелствано от края на X век на територията на Северна Италия, където негово владение е едноименното Висконтско херцогство със столица Милано. Висконти са господари на Милано от 1277 до 1395 г. – годината, в която императорът на Свещената Римска империя Вацлав IV дава титлата „Херцог на Милано“, както и тази на „Имперски викарий“ на Джан Галеацо Висконти.
Основният клон на Висконти доминира политическата сцена на Северна Италия до 1447 г. – до смъртта без законни наследници на Филипо Мария Висконти. Висконти са заменени от Сфорца чрез брака на Франческо Сфорца с Бианка Мария Висконти – извънбрачна дъщеря на последния херцог.
Както в миналото, така и в настоящето членовете на това семейство заемат важни длъжности като архитекти, археолози, архиепископи, кардинали, режисьори, актьори, командири, войници, поети, художници, спортисти и певци.
Гербът е със сребърен фон. На него има виеща се синя пепелянка със златна корона, поглъщаща тъмен мавър. Девизът им е Vipereos mores non violabo.

## История

### Произход
Висконти са господари на Масино – стратегическо място по западните хълмисти местности на езерото Маджоре и река Тичино, където са архиепископски васали от XII век. Фамилното им име произлиза от латинското vice comitis, което означава „наместо графовете“, т.е. „вицеграфове“, от латинското vice (аблатив) „на мястото (на)“ и comes, генитив comitis „граф“ (първоначално „другар, придружител“) – израз, който обозначава васал и другар в оръжието на краля или на императора, в този случай Императора на Свещената Римска империя. В историческите документи често се повтарят двама основатели на семейството: Ерипрандо Висконти и Валдерико Висконти (от 863 г.).
В исторически план се смята, че Висконти са едно от семействата капитанеи, което архиепископ Ландолфо II да Каркано (979 – 998) инвестира с феоди, наречени caput plebis. Свързаната с това документация датира от 1157 г. и показва, че Висконти са били собственици на капитанската власт над Марлиано (днешно Мариано Коменсе). Още преди 1070 г. обаче те получават обществената длъжност на виконт, която след това става наследствена за всички техни мъжки наследници. С функцията на виконти или викарии на графа е свързано и приемането на инсигнията със змия, поглъщаща човек, която все още се намира на герба на Комуна Милано.
Семейството скоро се дели на няколко клона. Някои от тях са инвестирани с феоди далеч от Милано, докато клонът, който дава на Милано господарската и впоследствие херцогска династия, идва от Уберто (ок. 1170 – пр. 1248). Неговият син Отоне (1207 – 1295) е инвестиран от папа Урбан IV с архиепископството на Милано на 22 юли 1262 г. С подкрепата на своите капитани и валвасори Отоне води дълга борба срещу народната фракция начело с рода Дела Торе, когото побеждава в битката при Дезио през 1277 г. Синът на племенника на Отоне – Матео I (1250 – 1322) е избран за капитан на народа през 1287 г. и през 1288 г. получава от император Рудолф I имперския викариат.
Съпротивата на противниковата страна довежда до изгнанието на Висконти през 1302 г. През 1310 г. обаче, благодарение на подкрепата на новия император Хайнрих VII, те се завръщат в Милано. Гвелфската и папската реакция не закъснява, което кара Матео I да абдикира в полза на сина си Галеацо I (1277 – 1328), който смело се изправя срещу нея, докато не е пленен от император Лудвиг IV Баварски (1327 г.). Сред братята на Галеацо I, Марко (ок. 1289 – 1329) е кондотиер, а Лукино (1292 – 1349) и Джовани (1290 – 1354) поемат властта след смъртта на Ацо – син на Галеацо I, който я получава още през 1329 г. Лукино Новело (1346 – 1399) – син на Лукино е отстранен от властта от Джовани. Династията е продължена от потомците на Стефано (1288 – 1327) – син на Матео, чиито трима сина Матео II (ок. 1319 – 1355), Галеацо II (1320 – 1378) и Бернабо (1321 или 1323 – 1385) ѝ дават престиж и власт.
Галеацо II е наследен през 1378 г. от сина си Джан Галеацо (1351 – 1402). През 1385 г. пленява чичо си Бернабо, за чиято дъщеря Катерина се е оженил във втори за него брак. През 1395 г. е назначен за херцог на Милано от император Вацлав IV. Докато Валентина – единствената му дъщеря от първия му брак с Изабела дьо Валоа, се омъжва за френския принц Луи Орлеански, Джан Галеацо е наследен от синовете от втория си брак: първо от Джовани Мария (1388 – 1412), а след това от Филипо Мария (1392 – 1447).
След номинирането на Джан Галеацо Висконти за херцог на Милано Висконти поверяват на придворните писатели задачата да създадат легендата, свързана със семейната им генеалогия. Според нея те имат троянски произход, като за техен родоначалник е посочен Англо – син на Еней, на когото е приписано основаването на Анджера.

### Милано – столица на Ломбардия
Късметът на Висконти се усмихва през 1262 г., когато Отоне Висконти е назначен за архиепископ на Милано. Назначаването му е случайно: това става чрез намесата на папската курия, която, за да потуши вътрешните конфликти в метрополния капитул, обикновено отговарящ за назначаването, решава да назначи външен човек. Отоне, който по онова време е капелан на кардинал Отавиано дели Убалдини, повече от 15 години не може да влезе в града, където се води борба за власт между гибелините и гвелфите (начело с Дела Торе). Битката при Дезио през 1277 г., в която войските на Отоне побеждават тези на Напо дела Торе, слага край на господството на Дела Торе и на независимостта на Комуна Милано; Отоне влиза в града и се установява там.
През 1287 г., след разрушаването на Кастелсеприо и поражението на семейство Дела Торе, Матео Висконти е обявен за капитан на народа. През 1302 г. има кратко завръщане на Дела Торе, по време на което Матео Висконти е заточен. През 1310 г., възползвайки се от помирението, наложено от слизането на император Хайнрих VII Люксембургски, Матео се завръща в Милано. На следващата година, благодарение на титлата на имперски викарий, дадена му от императора, той може окончателно да измести Дела Торе, започвайки работа по обединението на Ломбардия, която впоследствие е продължена от неговите наследници.
Работата по обединението е завършена от Ацо Висконти (1302 – 1339) – син на Галеацо и внук на Матео, който работи за поставяне на основите на структура, която политически ще координира неговите владения и ще централизира властта в ръцете на династията. През 1327 г., със смъртта на баща си, той остава единственият наследник и против желанието на папата купува титлата „Викарий на Милано“ от император Лудвиг IV. През 1332 г. чичовците му Лукино (1287 или 1292 – 1349) и Джовани Висконти (1290 – 1354) – синове на Матео, се присъединяват към управлението на новия викарий в нещо като триумвират. Другият му чичо Лодризио, който е изоставен, напразно организира серия от заговори, за да свали тримата. Когато всички негови съучастници са арестувани от Ацо на 23 ноември 1332 г. и хвърлени в затворите на Монца (наричани пещи), Лодризио е принуден да бяга във Верона. Там той е гост на Мастино II дела Скала и сключва редица съюзи, включително със самите Скалиджери (Дела Скала) и с господаря на Новара Калчино Торниели – враг на архиепископ Джовани. Решителната битка се води на 21 февруари 1339 г. при Парабиаго и е спечелена от Триумвирите.
От първоначалната конгрегация на градове, подчинени на господството на един господар, Джовани и Лукино, но преди всичко Джан Галеацо и Бернабо, чрез интензивна дейност за консолидиране на тяхното надмощие, реализирана с преоразмеряването на местните автономии и привличането в тяхната орбита на множество малки селски владения създават нещо като държавна структура.
С Джовани Висконти в средата на XIV век е  първото голямо разширяване на владенията на семейството с победата над господарите на Верона (Скалиджери) и с подчиняването дори на Генуа и Болоня.

### Бернабо и Галеацо II: два различни модела на управление и два различни двора (Милано и Павия)
След смъртта на архиепископ Джовани през 1354 г. Генералният съвет на Комуна Милано дава мандат на Боскино Мантегаца да възложи господарството на племенниците на прелата. Те приемат, но поискват арбитраж за разпределянето помежду им на наследствените активи на чичо им и на самата власт. При Бернабо отиват две от портите на Милано заедно с градовете и източните земи: Бергамо, Бреша, Кремона, Крема, Сончино, Вал Камоника, Ривиера дел Гарда, Риволта и Караваджо. На Галеацо се пада най-източната ивица от територията, която е и най-близко разположена до Савойските владения, с които има много връзки: Верчели, Новара, Алба, Асти, Алесандрия, Тортона, Басиняна, Виджевано и Комо. Матео II получава Лоди, Парма, Пиаченца, Бобио, Болоня, Понтремоли, Меленяно, Монца, Ваприо и Пандино (в допълнение към областите Мартезана и Бацана). След смъртта на Матео II през 1355 г. Бернабо получава Лоди, Парма и Пандино, а Галеацо II – Пиаченца, Бобио, Понтремоли и Монца, портите на Милано Комазина, Верчелина, Джовия и Тичинезе, както и териториите на Сеприо и на Булгария.
Бернабо, който през 1371 г. успява да завладее Реджо Емилия, раздава правосъдие чрез дерогация от уставите и обичаите, понякога от първо лице на dominus, което го прави инструмент за изграждане на консенсус. Той също така държи господството, разчитайки на съпругата и децата си. На тях той поверява управлението на отделни общности и градове, свеждайки така своята курия до минимум. Бернабо често третира с твърдост гвелфите и предпочита гибелините.
Галеацо II, след превземането на Павия на 13 ноември 1359 г., премества резиденцията си там и подлага града на впечатляващо обновяване. Впечатляващото градско обновление, на което градът е подложен по негова заповед, започвайки от 1360 г., изглежда е добре предварително обмислен план, пропит с кралско величие и посветен на засилване на паметта за ролята на столица на Лангобардското кралство първо и след това на Кралство Италия, което Павия има до XI век. Наследство, на което Галеацо II, а по-късно и неговият син Джан Галеацо, искат да се позоват, използвайки преди всичко спомените за ранносредновековната  кралска власт, която Павия храни, за да легитимират своята власт и да се поставят в пряка приемственост с лангобардските и раннотосредновековните крале. След като строителната площадка на Замъка на Висконти е завършена, през 1365 г., Галеацо II, може би поради някои разногласия с брат си Бернабо, напуска Милано и се премества с целия си двор в Павия.
От Павия Галеацо II, характеризиращ се с държавни практики и идеали, напълно различни от тези на брат му Бернабо, управлява западната част на владенията на Висконти. Господарят, надарен с подчертана култура (за разлика от Бернабо, който не обича да се обгражда с интелектуалци), не само е домакин на Франческо Петрарка в двора си, но и снабдява замъка си в Павия с важна библиотека (по-късно обогатена от неговите наследници), а през 1360 г. основава Павийския университет – първият в цялата държава на Висконти. И той, и съпругата му Бианка Савойска спонсорират създаването на важни строителни обекти като църквата „Санта Мария дел Кармине“ и манастира „Санта Киара ла Реале“ в Павия. Позовавайки се постоянно на кралската си мечта, той дава на замъка си обширен парк (Парко Висконтео), който напомня на приказната градина на ранносредновековния кралски дворец, и пожелава да бъде погребан в базиликата „Сан Пиетро ин Чел д'Оро“, където се намира гробницата на лангобардския крал Лиутпранд.

### Джан Галеацо и кралската мечта на Висконти
Наследникът на Галеацо II – синът му Джан Галеацо (1351 – 1402) продължава с още по-голяма сила делото на баща си. До държавния преврат през 1385 г., който му позволява чрез свалянето на чичо му Бернабо да обедини владенията на Висконти, династията е разделена на два двора: този в Милано, където пребивава Бернабо, и този на самия Джан Галеацо в Павия. След 1385 г. Джан Галеацо и неговият двор пътуват непрестанно между Павия и Милано, но много по-често пребивават в Павия. Джан Галеацо с охота остава в Замъка на Висконти в Павия и посещава Парка на Висконти. Той не само кара да разширят парка, но го и снабдява с нови структури, в чийто край се намира Павийския четрог – династичният храм, желан от владетеля. Присъствието на двора в Павия дори и за Джан Галеацо има ясна символна роля, тъй като позволява на Висконти да се позовават както на лангобардските крале, така и на тези на Кралство Италия, като по този начин легитимират кралските си претенции.
С Джан Галеацо държавата на Висконти достига максималното си разширение: между 1387 и 1389 г. са завладени Верона, Виченца, Фелтре, Белуно и временно Падуа, а между 1399 и 1402 г. господарят разширява властта си чрез Пиза, Сиена, Перуджа, Асизи и Болоня. Преди всичко обаче, позовавайки се на кралската мечта на баща си Галеацо II, Джан Галеацо успява да трансформира Висконти в наследствена династия благодарение на дадената им от император Вацлав IV през 1396 г. титла „Херцог на Милано“. Част от господарския проект е създаването (отново с позволението на Императора) на Княжество Павия (1396 г.), предназначено за най-големия му син, удвояването на столицата и на седалищата на двора (Милано и Павия) и създаването на бюрократична и търговска структура, която дублира миланските институции. Едва в края на XV век родът Сфорца се опитва да преодолее тази двойственост, но въпреки тези опити архивите, библиотеката, реликвите, дворцовите жилищни структури и огромният Парк на Висконти остават в Павия до падането на династията Сфорца. Двойното седалище на двора между Милано и Павия приписва на последния отделна роля, силна и престижна идентичност в рамките на господарството и в сравнение с други градове, в ущърб на централната част на Милано – ситуация, която остава дори след 1413 г., когато Филипо Мария окончателно избира Милано за главно седалище на двора.

### Миланско херцогство
След смъртта на Джан Галеацо през 1402 г. херцогството, достигнало максималното си разширение. минава в ръцете на синовете му Джовани Мария (1388 – 1412) и Филипо Мария Висконти (1392 – 1447). Господарството, което Джан Галеацо е обединил с всякакви видове насилие, се разпада, а най-старите провинции, които го съставляват, трудно може да бъдат запазени.
Херцогската линия на Милано изчезва по мъжка линия със смъртта на Филипо Мария Висконти през 1447 г. Херцогството преминава (след краткия опит на Амврисианската република) в ръцете на Франческо Сфорца, който се жени за извънбрачната дъщеря на Филипо – Бианка Мария. По законна женска линия Валоа-Орлеан – потомци на Валентина Висконти имат сериозни права над Милано – права, които показват значимостта си при краля на Франция Луи XII в началото на XVI век.

## Висконти ди Модроне
Висконти ди Модроне произлизат от Верчелино Висконти – син на Уберто (подест на Верчели и Комо между 1290 и 1295 г.), брат на Матео I Висконти – господар на Милано.
От Верчелино произлиза Джовани, чиято линия изчезва с Отоне, който е един от убийците на Джовани Батиста Висконти, и Антонио, от чиито потомци заслужават да се споменат: Гуидо – съпруг на Лета Манфреди, губернатор на Генуа и Кремона при Галеацо Мария Сфорца и баща на Вероника – съпруга на Федерико Боромео; Джовани Батиста, който е изпратен като посланик на Милано при Карл V Хабсбург през 1541 г.
През 1683 г. Николо Мария Висконти – син на Антонио Кориолано и Мадалена Дурини се жени за Тереза Модрони, като така се ражда кадетският клон Висконти ди Модроне, който придобива титлата Маркиз на Вимодроне.
С указ от 5 март 1813 г. Наполеон Бонапарт предоставя титлата „Херцог на кралството“ на Карло Висконти ди Модроне. След това титлата е потвърдена няколко години по-късно от император Франц II Австрийски – новият владетел на Ломбардия след падането на Наполеон. През 1837 г., когато херцог Карло умира без пряк наследник, титлите и имотите са прехвърлени на втория му братовчед Уберто – син на Гаетано и Аурелия Гондзага, съпруг на Джована Гропало и баща на херцог Раймондо, херцог Гуидо (след смъртта на брат му), Карло, Луиджи и Гаетано.
Сегашните членове на семейството произхождат от Гуидо. През 1937 г. Виктор Емануил III дава титлата „Херцог на Грацано Висконти“ на Джузепе – третият син на Гуидо като награда за възстановяването на историческото селище, замъка Грацано и за насърчаване на занаятчийството.
Към клона Висконти ди Модроне принадлежат и:
- Марчело Висконти ди Модроне (1898 – 1964), политик и предприемач
- Гуидо Висконти ди Модроне (1901 – 1942) – военен
- Лукино Висконти ди Модроне (1906 – 1976) – режисьор
- Ерипрандо Висконти ди Модроне (1932 – 1995) – режисьор
- Уберто Висконти ди Модроне (1971 – 1923) – предприемач

## Известни Висконти

### XI – XIII век
- Уго Висконти (* втора половина на 11 век в Пиза, † 1121) – италиански кардинал
- Уберто Висконти (* ок. 1170, † пр. 1248) – италиански благородник, феодал и господар на Масино, Албицате, Безнате и Чизлаго, считан за основоположник на династията на господарите на Милано
- Диана Висконти (* в Пиза, † 1237 в Юдикат Арбореа) – благородничка от Пиза, 1-ва съпруга на Пиетро II Арборейски
- Убалдо I Висконти, изв. като Убалдо Висконти ди Елдицио († 1230) – губернатор на Юдикат Каляри
- Отоне Висконти (* 1207 в Инворио, † 8.8.1295 в Абатство Киаравале) – архиепископ и италиански благородник
- Тебалдо Висконти (* ок 1210 в Пиаченца, † 10.1.1276 в Арецо) -папа Григорий X (1271 – до смъртта си)
- Матео I Висконти (* 15.8.1250 в Инворио, † 24.6.1322 в Крешенцаго) – капитан на народа и фактически сеньор на Милано (1287−1302), граф на Милано 1311 – 1322), имперски викарий за Ломбардия (1297 – 1317)
- Уголино Висконти, изв. като Нино (* ок. 1265 в Пиза, † 8.1296 в Галура) – италиански политик и благородник, съдия на Юдикат Галура (12.6.1275 до смъртта си), капитан на народа на Пиза (7.1286 – 30.6.1288), подест на Пиза (5/6.1287 – 30.6.1288)
- Джовани Висконти ди Галура († 5.1275 в Сан Миниато) – съдия на Юдикат Галура (1238 до смъртта си)
- Галеацо I Висконти (* 21.1.1277, † 6.8.1328) – сеньор на Милано (1322 – 1328)
- Катерина Висконти (* 1282 в Милано, † 1311 във Верона) – италианска благородничка, сеньора консорт на Верона
- Стефано Висконти (* 1288 в Милано, † 4.7.1327 пак там) – сеньор на Арона
- Джована Висконти ди Галура (* 1289, † 1339 във Флоренция) – титулярна съдия-владетелка на Юдикат Галура на остров Сардиния (1298 или 1296 – 1339)
- Джовани Висконти (* ок. 1290 в Милано, † 5.10.1354, пак там) – италиански католически архиепископ
- Лукино Висконти (* 1292, † 24.1.1349 в Милано отровен) – италиански кондотиер, сключва 1341 г. мир с църквата, купува Парма от Обицо III д’Есте и покорява Пиза.
- Марко I Висконти (* ок. 1289, † 5.9.1329) – италиански политик, кондотиер и капитан на дружина, сеньор на Лука и на Розате.

### XIV век
- Ацо Висконти (* 7.12.1302 във Ферара, † 16.8.1339 в Милано) – сеньор на Милано (1329 – 1339)
- Роберто Висконти (* в Поляно Миланезе, † 8.8.1361 в Милано) – италиански католически архиепископ
- Лодризио Висконти (* в Милано, † 1364, пак там) – италиански кондотиер
- Матео II Висконти (* ок. 1319, + 29.9.1355 в Сароно) – сеньор на Лоди, Пиаченца, Бобио, Парма и Болоня и съ-сеньор на Милано (1349 – 1355) заедно с братята му Галеацо II Висконти и Бернабо Висконти
- Галеацо II Висконти (* 1320, † 4.8.1378) – сеньор на Милано (1349 – 1378)
- Катерина Висконти (* 1342 в Милано, † 10.3.1382 в Мантуа) – италианска благородничка, сеньора консорт на Мантуа
- Амброджо Висконти (* 1344 в Милано, † 1373 в Каприно Бергамаско) – италиански кондотиер
- Есторе или Асторе Висконти (* 2 април 1346 в Милано, † 7.1.1413 в Монца) – сеньор на Монца
- Беатриче Висконти (* 1350, † 1410) – италианска благородничка
- Джан Галеацо Висконти (* 16 октомври 1351 в Павия, † 3 септември 1402 в Меленяно) е най-могъщият от рода Висконти. Той е 1-ви херцог на Милано, господар на Милано, Верона, Крема, Кремона, Бергамо, Болоня, Бреша, Белуно, Пиеве ди Кадоре, Фелтре, Павия, Новара, Комо, Лоди, Верчели, Алба, Асти, Понтремоли, Тортона, Алесандрия, Валенца, Пиаченца, Бобио, Парма, Реджо Емилия, Виченца, Пиза, Перуджа, Сиена, Асизи, Виджевано, Борго Сан Донино и на долините на Бойте
- Марко Висконти (* 11.1353 в Милано, † 3.1.1382 пак там) – съ-сеньор на Милано (1379 – 1382) и сеньор на Парма (1364 – 1382)
- Виоланта Висконти (* 1354 в Павия, † 1386) – италианска благородничка
- Антония Висконти (* вероятно 1354, ок. 1360 или 1364, вероятно в Милано, † 26 март 1405 в Стария дворец в Щутгарт) – принцеса от Милано и графиня консорт на Вюртемберг
- Лудовико или Луиджи Висконти (* септември 1358 в Милано, † 7.3.1404 в Трецо) – управител и сеньор на Лоди (1379 – 1385), управител и сеньор на Парма (1385 – 1404)
- Родолфо Висконти (* 9.1358 в Милано, † 3.6.1389 в Трецо сул'Ада) – сеньор на Парма (1364 – 1389)
- Катерина Висконти (* 1360 или ок. 1361 или 12.7.1362 в Милано, † 17.10.1404 в Монца) – последна сеньора консорт на Милано (1385 – 1395) и 1-ва херцогиня консорт на Милано (1395 – 1402)
- Мадалена Висконти (* 1366 в Милано, † 17 юли 1404 в Бургхаузен) – херцогиня на Бавария (1381 – 1393) и на Бавария-Ландсхут (от 1392 г.).
- Валентина Висконти (* ок. 12 август 1367 или 1360/62 г. или 1357 в Милано, † пр. септември 1393 в Никозия, Кипърско кралство) – кралица консорт на Кипър и титулярна кралица на Йерусалим (1378 – 1382)
- Джанмастино Висконти (* март 1370 в Милано, † 19.6.1405 в Бергамо) – сеньор на Бергамо, Вал Камоника и Джера д'Ада
- Валентина Висконти (* 1371 в Милано или в Павия, † 4.12.1408 в двореца в Блоа) – италианска принцеса, херцогиня консорт на Орлеан, графиня на Ангулем (1394 – 1407), графиня на Вертю (1402 – 1408), графиня на Блоа (1397 – 1407), графиня на Перигор (1400 – 1407), графиня на Соасон (1404 – 1407), графиня на Дрю (1407), графиня на Асти
- Лучия Висконти (* 1372 в Милано, † 14.4.1424 в Лондон) – графиня консорт на Кент (1407 – 1424)
- Англезия или Елоиза Висконти (* 1377 в Милано, † 12 октомври 1439 в Реджо Емилия) – италианска принцеса, кралица консорт на Кипър, титулярна кралица на Йерусалим и кралица консорт на Армения (1401 – ок. 1408)
- Томазо Висконти (* 14 век в Милано, † 15 век) – италиански католически епископ
- Габриеле Мария Висконти (* 1385, † 15.12.1408) – сеньор на Пиза (1402 – 1405), Крема (1402 – 1403) и Сардзана (1402 – 1408)
- Джовани Мария Висконти (* 7.9.1388, † 16.5.1412) – херцог на Милано (1402 до смъртта си)
- Филипо Мария Висконти (* 23.9.1392, † 13.8.1447) – 3-ти херцог на Милано (1412 – 1447)

### XV век
- Бианка Мария Висконти (* 31.3.1425 в Сетимо Павезе, † 23.10.1468 в Меленяно) – херцогиня на Милано (1450 – 1468)
- Джовани III Висконти (* в Милано, † 9.3.1453 пак там) – италиански католически архиепископ
- Гаспаре Амброджо Висконти (* 1461 в Милано, † 8.3.1499, пак там) – италиански поет и литературен деец
- Батиста Висконти († 18.9.1516) – син на Франческо – съгосподар на Сома Ломбардо и Анядело
- Палавичино Висконти (* 1498, † 15.11.1549 в Падуа) – италиански католически епископ и кондотиер

### XVI век
- Карло Висконти (* 1523 в Милано, † 12.11.1565 в Рим) – италиански католически кардинал и епископ
- Алфонсо Висконти (* 1552 в Милано, † 19.9.1608 в Мачерата) – италиански католически кардинал и епископ
- Франческо Бернардино Висконти (* 16.9.1579 в Бриняно Джера д'Ада, † ок. 1647 в Крема), благородник от клона Висконти ди Бриняно

### XVII век
- Франческо Висконти (* ок. 1601 в Милано, † в 4 октомври 1681 в Кремона) – италиански католически епископ
- Джероламо Висконти (* 1613 в Милано, † 26 октомври 1670 във Виджевано) – италиански католически епископ.
- Федерико Висконти (* 1617 в Милано, † 7 януари 1693) – италиански католически кардинал и архиепископ
- Ерколе Висконти (* 20.8.1645 в Милано, † 21 ноември 1712 пак там) – католически архиепископ и италиански дипломат
- Иняцио Висконти (* 1682 в Милано, † 1755 в Рим) – италиански йезуит

### XVIII век
- Антонио Еудженио Висконти (* 17 юни 1713 в Милано, † 4 март 1788 в Рим) – италиански католически кардинал и архиепископ
- Джовани Батиста Висконти (* 1722, † 2 септември 1784) – италиански археолог
- Луи Висконти (* 11 февруари 1791 в Рим, † 29 декември 1853 в Париж) – френски архитект и чертожник
- Енио Кирино Висконти (* 1 ноември 1751 в Рим, † 7 декември 1818 в Париж) – италиански археолог, политик и музеолог

### XIX век
- Пиетро Ерколе Висконти (* 1802 в Рим, † 14 октомври 1880) – италиански археолог
- Анджело Висконти (* 1829 в Сиена, † 4 август 1861 в Рим) – италиански художник
- Джовани Висконти-Веноста (* 1831, † 1906) – италиански писател и политик
- Елизео д'Анжело Висконти, изв. като Елизеу Висконти (* 30 юли 1986 в Джифони Вале Пиана, † 15 октомври 1944 в Рио де Жанейро) – бразилски художник – импресионист, скулптор и академик от италиански произход
- Лола Висконти (* 24 ноември 1891 в Рим, † 10 юни 1924 в Торино) – италианска актриса

### XX век
- Алберто Висконти (* 1901, † ?) – италиански бобслей спортист
- Батиста Висконти (* 18 февруари 1905 в Орино, † 1982 във Вербания) – италиански колоездач
- Фанфула, псевдоним на Луиджи Висконти (* 26 февруари 1913 в Рим,† 5 януари 1971 в Болоня) – италиански актьор и комик
- Джорджо Висконти (* 18 септември 1928 в Парма, † 16 ноември 2010 пак там) – италиански футболен треньор и футболист
- Луизела Висконти (* 1928 в Милано, † 1967 пак там) – италианска дубльорка и актриса
- Нора Висконти (* 1930 в Рим) – италианска актриса
- Роберто Висконти (* 1930 в Салерно, † 2019) – италиански политик и архитект
- Гуидо Висконти (* 1943 в Акуила) – италиански физик
- Тони Висконти (* 1944 в Ню Йорк) – американски звукозаписен продуцент
- Лоренца Висконти (* 24 януари 1951 в Урбино) – италианска певица
- Марко Висконти (* 14 септември 1957 в Торино) – италиански архитект
- Валерия Висконти (* 4 май 1970 в Урбино) – италианска певица
- Марио Висконти (* в Икике, † 1972 в Генуа) – италиански фехтовач
- Джовани Висконти (* 13 януари 1983 в Торино) – италиански колоездач
- Алесандра Висконти (* 21 януари 1987 в Торино) – италианска баскетболистка
- Пиетро Висконти (* 24 януари 1989 във Фиоренцуола д'Арда) – италиански футболист
- Рикардо Висконти (* 8 ноември 1998 в Торино) – италиански баскетболист

## Генеалогия
Най-старият известен и сигурен член на династията е Анселмо Вицекомес, живял през 1067 и 1075 г. Той има двама сина: Ариалдо и Маркизио, споменати в документ от 1109 г. заедно с роднините им (братовчеди) Арденго, Анселмо, Алберто, Маралдо и Вифредо. Други Висконти, посочени в документите от 11 и 12 век, са: Роджелио (1184), Арнолдо (1184), консулът на правосъдието Назарио (през 1185, 1190 и 1192), ректорът Манфредо (1208) и Рожерио – vicecomes на Ризиоло – консул на правосъдието в Милано през 1209 г.
1. Ерипрандо († ок. 1037)[31][32]
  1. Отоне († 1111 в Рим) – виконт на архиепископа на Милано
    1. Рикардо (неизв.)
    2. Ерипрандо (неизв.)
      1. Гуидоне (неизв.) – феодал на Масино, Албицате и Безнате
        1. Отоне († ок. 1162) – консул на Милано (1162)
          1. Руджеро († сл. 1189) – консул на Милано (1172), подест на Бергамо (1189)
            1. Ерипрандо († 1213) – епископ на Верчели (1208) и Милано (1212)
            2. Уберто († пр. 1248)
              1. Отоне I (* 1207, † 8.1295 в Киаравале) – архиепископ на Милано през 1262 г., сеньор на Милано (1277 – 1278 и 1282 – 1295)
              2. Ацо († 1262) – епископ на Вентимиля (1251 – 1262)
              3. Андреото (неизв.)
              4. Гаспаре († ок. 1248) – подест на Оледжо (1248), родоначалник на кадетските клонове Сеньори на Касано Маняно (изчезнали през 19 век), Сеньори на Гропело (изч. през 1598), Графове на Карбонара (изч. през 1693), Графове и сеньори на Фонтането (изч. през 1887), Сеньори на Албицате (изч. през 1633 г.), Висконти Боромео, графове на Фаняно (изч. през 1564), Висконти Боромео Арезе, графове на Бребия (изч. през 1750)
              5. Беатриче
              6. Обицо († сл. 1266) – сеньор на Масино, правен консул на Милано (1266)
                1. Тибалдо (* 1230, † 1276) – военен, ректор на Вали Ливентина и Бленио
                  1. Матео I (* 15.7.1250 в Инворио, † 24.6.1322 в Крешенцаго[33]) – сеньор на Милано (1291 – 1302, 1317 – 1322), имперски викарий за Ломбардия (1294)
                    1. Галеацо I (* 21.1.1277, † 6.8.1328 в Пеша) – подест на Новара (1298 – 1299), сеньор на Милано (1222 – 1228)
                      1. Ацо (* 1302, † 1339) – сеньор на Милано (1329 – 1339), имперски викарий за Милано (1329)
                      2. Ричарда († 1361)
                      3. Катерина († сл. 1349) – извънбр.

                    2. Марко († 1329) – подест на Алесандрия (1310), сеньор на Лука (14 април – 30 юни 1329).
                    3. Джовани I (* 1290, † 24.1.1354 в Милано) – архиепископ на Милано (1342 – 1354), сеньор на Милано (1349 – 1354)
                      1. Леонардо († ок. 1348) – извънбр., подест на Новара
                      2. Маргерита – извънбр.

                    4. Лукино I (* 1292, † 1349) – сеньор на Милано (1339 – 1349), папски викарий (1341), сеньор на Павия (1315)
                      1. Лукино (* 1346, † 1399)
                      2. Брицио († 1356 във Венето) – извънбрачен, сеньор на Тортона (1347 – 1348), подест на Лоди (1339 – 1344), поет
                      3. Борсо (неизв.) – извънбр.

                    5. Стефано (* 1288, † 4.7.1337 в Милано) – сеньор на Арона (1325)
                      1. Матео II (* ок. 1319, † 26.9.1355 в Милано) – сеньор на Лоди, Понтремоли, Пиаченца, Бобио, Парма, Монца, Сан Донино и Болоня (1354) и съ-господар на Милано (1349 – 1355) заедно с братята му Галеацо II и Бернабо.
                        1. Катерина (* 1342, +1382)
                        2. Андреола († 1372) – игуменка на Сан Маурицио

                      2. Галеацо II (* ок. 1320, † 4.8.1378) – сеньор на Павия, Комо, Новара, Верчели, Асти, Алба, Тортона, Алесандрия и Виджевано (1354), съ-сеньор на Милано (1349 – 1378) заедно с братята му Матео II и Бернабо.
                        1. Джан Галеацо I (* 9.1351 в Меленяно, † 3.9.1402 в Павия) – сеньор на Милано, Павия Новара, Комо, Верчели, Алба, Асти, Тортона, Алесандрия и Виджевано (1355 – 1402), граф на Вертю (1360), Херцог на Милано и Граф на Павия (1.5.1395), сеньор на Пиза (1400)
                          1. Джан Галеацо II (* 1366, † (пр.) 1376)
                          2. Ацо (* 1368, † 1380)
                          3. Валентина (* 1366 в Милано, † 14.12.1408 в Шато дьо Блуа) – графиня на Ангулем (1394 – 1407), графиня на Вертю (1402 – 1408), графиня на Блоа (1397 – 1407), графиня на Перигор (1400 – 1407), графиня на Соасон (1404 – 1407), графиня на Дрю (1407), графиня на Асти, херцогиня-консорт на Орлеан (1392 – 1407).
                          4. Карло (* 1372, † 1373)
                          5. дъщеря (* 1385, † 1385)
                          6. Габриеле Мария (* 1385, † 15.12.1407), извънбр., припознат, господар на Пиза (1402 – 1405), Крема (1402 – 1403) и Сардзана (1402 – 1408), свален 26.7.1405
                          7. Антонио (* 1389/1391 или 1402, † сл. 10 април 1414), господар на Меленяно (от 1414)
                          8. Джовани Мария (* 1389, † 16.5.1412 в Сан Готардо, убит) – съ-херцог на Милано с брат му Филипо Мария.
                          9. Филипо Мария (* 23.9.1392 в Милано, † 13.8.1447 пак там) – съ-херцог на Милано с брат му Джовани Мария.
                            1. Бианка Мария (* 31.3.1424 в Милано, † 9.1468 в Кремона) – извънбр., припозната, херцогиня на Милано (1450 – 1468), ∞ 1441 за Франческо Сфорца: Династия Сфорца

                          10. Виоланта (* ок. 1354, † 9.1386 в Павия)
                          11. Беатриче († сл. 1410) – извънбр.

                      3. Бернабо I (* 1323 в Милано, † 18.12.1385 в Трецо, отровен) – сеньор на Бергамо, Бреша, Кремона, Сончино, Лонато и Валкамоника (1354), сеньор на Лоди, Болоня, Понтремоли и Парма (1355), съ-сеньор на Милано (1349 – 1385) заедно с братята му Матео II и Галеацо II.
                        1. Тадеа (* ок. 1351 в Милано, † 28.9.1381) – херцогиня консорт на Бавария (1364 – 1381)
                        2. Верде (* ок. 1352 в Милано, † пр. 11.3.1414 в Стична) – херцогиня консорт на Австрия (1365 – 1414)
                        3. Марко (* 1355, † 3.1.1382 в Милано) – сеньор на Парма (1364 – 1382)
                        4. Лудовико (* 1355, † 7.3.1404) – управител и господар на Лоди (1379 – 1385), губернатор и сеньор на Парма (1385 – 1404)
                        5. Валентина (* 1367, † 1393) – кралица консорт на Кипър и титулярна кралица консорт на Йерусалим (1378 – 1393)
                        6. Родолфо (* 1358, † 1389) – сеньор на Парма (1364 – 1389)
                        7. Карло (* 9.1359, † 8.1403) – сеньор на Парма (1364)
                          1. Марко (* 1383, † сл. 1413)
                          2. Верде (* и † 1384)
                          3. Бона (* 9.1385, † (сл.) 1433)
                          4. Джовани Карло (Джанкарло), нар. Джанпичинино, († 1418 в Париж, убит), господар на Бреша, Вал Камоника и Ривиера ди Сало (1405), узурпира трона на Миланското херцогство (16 май 1412 – 12 юли 1412)
                            1. Карло
                            2. Рудолфо

                        8. Антония (* 1364, † 1405) – графиня консорт на Вюртемберг
                        9. Катерина (* 1362, † 1404) – последна сеньора консорт на Милано (1385 – 1395) и 1-ва херцогиня консорт на Милано (1395 – 1402)
                        10. Аниезе (* ок.1362, † 1391, обезглавена) – графиня консорт на Мантуа (1380 – 1391)
                        11. Мадалена (* 1366, † 1404) – херцогиня консорт на Бавария (1381 – 1393) и на Бавария-Ландсхут (от 1392)
                        12. Джанмастино (* 1370, † 1405) – сеньор на Бергамо и на Гиарадада
                        13. Лучия (* 1372, † 1424) – графиня консорт на Кент (1407 – 1424)
                        14. Елизабета (* 1374 в Милано, † 2.2.1432 в Мюнхен) – херцогиня консорт на Бавария
                        15. Англезия (* 1377, † 12.10.1439 в Реджо) – кралица консорт на Кипър, Йерусалим и Армения
                        16. Амброджо (* 1343, † 17.8.1373 в Каприно Бергамаско) – извъбр., припознат, първороден син, кондотиер, губернатор на Павия
                        17. Енрика (* ок. 1344), извънбр.
                        18. Маргерита (* ок. 1345) – извънбр., монахиня
                        19. Есторе (Асторе) (* 1346, † 1413 в Монца) – извънбр., сеньор на Мартиненго и на Моренго (от 1404), сеньор на Монца, сеньор на Милано (16.5.-12.6.1412), свален
                        20. Изота (* 1388) – извънбр.
                        21. Саграморо († 1385) – припознат, господар на Бриняно Джера д'Ада (1380), родоначалник на кадетските клонове Графове на Сеце (изч. 1716); Маркизи на Сан Джорджо (изч. 1724); Съ-сеньори на Бриняно (изч. 1764); Графове на Саличето (изч. 1924); Маркизи на Боргорато (изч. 1787).
                        22. Донина (* 1360, † 1406), припозната
                        23. Галеото (* ок. 1360), извънбр.
                        24. Рикарда (* кр. 1360-те), извънбр.
                        25. Паламеде († сл. 1402), извъбр.
                        26. Ланчилото († 1441), припознат, граф на Пагацано и на Джера д'Ада
                        27. Соврана/Сопрана (* 1383), извънбр.
                        28. Джиневра (* 1385, † 1438), извънбр.
                        29. Бернарда (* 1353, † 1376), извънбр.
                        30. Валентина († 15 век), припозната

                    6. Катерина († 28.10.1311)
                    7. Дзакарина
                    8. Аниезе († 1325)
                    9. Беатриче († 1352 във Фосдиново)

                  2. Уберто ил Пико (* ок. 1280, † 22 април 1315), феодал на Сома, Верджате, Голасека, Лонате Поцоло и Ферно (1288), подест на Верчели (1290), подест на Комо (1292), родоначалник на кадетския клон Висконти ди Модроне.
                    1. Верчелино († ок. 1317) – подест на Верчели (1317) и Новара (1318 – 1320), родоначалник на кадетските клонове Маркизи на Сан Вито (от 1619, изч. през 1997), Маркизи дела Мота (изч. през 1740), Сеньори на Бусто (изч. през 1564) и Сеньори на Лонате Поцоло (от 1778 маркизи и от 1813 херцози на Модроне, съществуващи)
                    2. Джовани († ок. 1320) – подест на Тортона (1320), родоначалник на кадетските клонове Графове на Галарате и Маркизи на Чизлаго (изч. през 1716), Маркизи на Турано (изч. през 1672), Графове на Сесто Календе (изч. през 1814), Висконти д'Арагона, маркизи на Инворио (изч. през 1895), Графове на Сесто Календе (2-ри клон изч. през 1552), Графове на Сесто Календе (3-ти клон изч. през 1656), Барони на Орнавасо (изч. през 20 век) и Маркизи на Сан Алесандро (изч. през 1794).
                    3. Оторино († ок. 1335) – сеньор на Кастелето, подест на Бергамо (1335), родоначалник на кадетските клонове Графове Висконти Боромео (изч. през 1834) и Висконти ди Масино (основната линия изч. през 1802, но днес съществува друг клон).

## Кадетски клонове
- Висконти ди Модроне, от 1290 г.
- Висконти ди Пиза, изчезнал през 1296 г. и Висконти ди Галура, изчезнал през 1339 г.[34]
- Висконти-Сфорца
- Графове на Сесто Календе, 2-ри клон изчезнал през 1552 г.
- Висконти Боромео, изчезнал през 1564 г.
- Господари на Бусто, изчезнали през 1564 г.
- Господари на Гропело, изчезнали през 1598 г.
- Маркизи на Сан Вито от 1619 г., изчезнали през 1997 г.
- Господари на Албицате, изчезнали през 1633 г.
- Графовете на Сесто Календе, III клон изчезнал през 1656 г.
- Маркизи на Турано, изчезнали през 1672 г
- Графове на Карбонара, изчезнали през 1693 г.
- Висконти ди Безнате, изчезнали през 1715 г.
- Графове на Галарате и маркизи на Числаго, изчезнали през 1716 г.
- Графове на Сеце, изчезнали през 1716 г.
- Висконти ди Крена, изчезнал през 1722 г.
- Маркизи на Сан Джорджо, изчезнали през 1724 г.
- Маркизи на Мота, изчезнали през 1740 г.
- Висконти Боромео Арезе или Висконти ди Бебия, изчезнал през 1750 г.
- Господарите на Лонате Поцоло, от 1778 г.
- Маркизи на Боргорато, изчезнали през 1787 г.
- Маркизи на Сан Алесандро, изчезнали през 1794 г.
- Висконти ди Масино, изчезнали през 1802 г.Друг техен клон все още съществува
- Графове на Сесто Календе, изчезнали през 1814 г.
- Графове Висконти Боромео, изчезнали през 1834 г.
- Графове и господари на Фонтането, изчезнали през 1887 г.
- Съгосподари на Бриняно, изчезнали през 1892 г.[35]
- Висконти д'Арагона, изчезнали през 1895 г.
- Господари на Касано Маняго, изчезнали през 19 век
- Барони на Орнавасо, изчезнали през 20 век
- Графове на Салицето, изчезнали през 1924 г.

## Герб
Според „История на Милано“ (Storia di Milano) (1945) на Алесандро Висконти гербът на Висконти първоначално е едно от знамената на община Милано: бяло знаме, което възпроизвежда в светлосиньо змията на базиликата „Сант Амброджо“. След кръстоносните походи е поставен отличителния знак на окървавен сарацин.
В много нагледни примери същата иконография датира от Късната Римска империя и е продукт на новата християнска вяра, която като символ на възкресението и пророчеството използва образа на Иона. Пророкът в Стария и в Новия завет е погълнат и след три дни повърнат от голяма риба, изобразявана от тогавашните художници като змия (на итал. biscione, бишоне).
През XIV век поетът от Форли Джакомо Алегрети пише кармен за „миланската биса“, т.е. biscione. В герба на Висконти чудовището, загубило характеристиката си на злодей, държи човек в устата си. Понеже вече не се налага да сее страх сред враговете, то е наречено приятелски с името "biscione" (бишòне).
Популярната легенда разказва, че змията е добавена към семейния герб, след като представител на семейство Висконти, следвайки германския император като генерал, намира усойница в шлема му, но без да се разстройва, я взима с ръка и я хвърля далече, без да бъде ухапан.
Някои примери за семейния герб на Висконти, изобразяващи змията:
- Статуя на пророк Иона в момента когато една голяма риба го повръща,
- Символът на Висконти на Миланската катедрала
- Герб на Висконти Сфорца, нарисуван на един от таваните на Кастело Сфорцеско в Милано
- Герб на Висконти – детайл от задната фасада на Вила Маджи-Корвини в Парабиаго.
- Змията – емблема на Висконти, използвана като герб на Милано, във фоайето на Миланската ЖП гара.
- Змията върху стъклопис на Катедралата на Леон в Испания
- Детайл от герба в Мавзолея на Висконти ди Модроне в Касаго Брианца
- Герб на Висконти в Замъка на Сфорците във Виджевано
- Герб на Висконти в Замъка в Павия
- Гербът на Висконти в Павийския чертог

## Замъци
От резиденциите, построени и обитавани от Висконти, трябва да се споменат по-специално следните:
- Замъкът на Сфорците в Милано
- Замък на Висконти в Павия
- Замък Мирабело в местност Мирабело, Павия
- Кашина Боскайола, ловна хижа в Милано
- Замък на Висконти в Абиатеграсо
- Замък на Висконти в Белджойозо
- Кастелгранде в Белинцона
- Замък Берегуардо в Берегуардо
- Дворец на Висконти в Бриняно Гера д'Адда
- Замък на Висконти в Леняно
- Замък на Висконти в Локарно
- Замък на Висконти в Лоди
- Замък Масино Висконти в Масино Висконти
- Замък на Новара в Новара
- Замък на Пагацано в Пагацано
- Замък на Лардираго в Лардираго
- Замък на Висконти в Сома Ломбардо
- Дворец на Висконти в Таранто
- Замък на Висконти във Верчели
- Замък Грацано Висконти във Виголцоне
- Замък на Висконти във Вогера

- Замък на Сфорците в Милано
- Замък в Павия
- Замък в Мирабело (Павия)
- Кашина Боскайола в Милано
- Замък в Абиатеграсо
- Замък в Белджойозо
- Кастелгранде в Белинцона
- Замък в Берегуардо
- Палат Висконти в Бриняно Джера д'Ада
- Замък в Леняно
- Замък в Локарно
- Замък в Лоди
- Замък в Масино Висконти
- Замък в Новара
- Замък в Пагацано
- Замък в Лардираго
- Замък в Сома Ломбардо
- Порта на Палат „Висконти“ в Таранто
- Замък във Верчели
- Замък в Грацано Висконти (Виголцоне)
- Замък във Вогера

## Галерия
- Портрет на Отоне Висконти – архиепископ на Милано през 1262 г., от гравюра от 1645 г.
- Пртрет на Матео I Висконти – имперски викарий през 1294 г., от гравюра от 1549 г.
- Портрет на Галеацо I Висконти – викарий на Пиаченца през 1313 г. и сеньор на Милано през 1322 г., от гравюра от 1645 г.
- Портрет на Джовани Висконти – архиепископ на Новара през 1332 г., сеньор на Милано през 1339 г., от гравюра от 1645 г.
- Портрет на Лукино Висконти – сеньор на Милано през 1339 г.
- Портрет на Ацо Висконти – викарий на Милано през 1329 г.
- Портрет на Матео II Висконти, от гравюра на Еудженио Силвестри
- Портрет на Галеацо II Висконти – имперски викарий през 1355 г.
- Портрет на Бернабо Висконти – господар на Милано през 1378 г.
- Портрет на Джан Галеацо Висконти – господар на Милано през 1385 г., херцог с имперски декрет от 11 май 1395 г.
- Портрет на Джовани Мария Висконти – херцог на Милано от 1402 г.
- Портрет на Филипо Мария Висконти – херцог на Милано от 1412 г.

## Карти за игра Висконти
Тестетата Висконти-Сфорца са тестета Таро от 15 век, най-вероятно породили класическите тестета и по-специално марсилския вариант, от който произлиза по-голямата част от съвременното Таро.

## Библиотека „Висконти-Сфорца“
В замъка на Висконти в Павия – седалище на двора на Галеацо II първоначално и на Джан Галеацо по-късно, първият херцог на Милано започва да събира различни колекции от книги. Някои от тях са от семеен произход като ръкописите на чичо му Бернабо, други са иззети от изпаднали в немилост лица, а трети са резултат от военна плячка като ръкописите, взети от Да Карара през 1388 г., в които има 30 кодекса, принадлежащи на Франческо Петрарка.
Библиотеката впоследствие е разширена от наследниците му, които карат да бъдат създадени и книги за обучение на децата им (дворът на Висконти е един от първите, в който се преподава старогръцка граматика). Дворът на Висконти и на Сфорца има на разположение доста преписвачи и миниатюристи, сред които Джованино де Граси, Микенино да Безоцо, Белбело да Павия, Кристофоро де Предис, Джовани Амброджо де Предис, и Джовани Пиетро Бираго.
Библиотеката се съхранява в югозападната кула на замъка, където заедно със скъпоценните томове има и различни реликви, колекции от природни чудеса, като „рогът на еднорога“, големият астрариумен часовник от XIV век – дело на Джовани Донди, придворен лекар и професор в Павийския университет, и част от документите от архива на Висконти. В края на XV век библиотеката разполага с над 900 ръкописа с миниатюри.
През 1499 г., след завладяването на Миланското херцогство, кралят на Франция Луи XII пренася библиотеката във Франция. В момента в Националната библиотека на Франция има около 400 кодекса от библиотеката на Висконти-Сфорца, докато други (като скъпоценният Кодекс на Вергилий с миниатюри от Симоне Мартини, принадлежал на Петрарка, сега се съхранява в Библиотека Амброзиана в Милано) се намират в различни италиански, европейски и американски библиотеки.